# Verkiezingen voor het Europees Parlement 2004/Kandidatenlijst/Vlaams Blok
Dit is de kandidatenlijst van het Belgische Vlaams Blok voor de Europese Parlementsverkiezingen van 2004. De verkozenen staan vetgedrukt.

## Effectieven
1. Frank Vanhecke
2. Philip Claeys
3. Marie-Rose Morel
4. Hilde De Lobel
5. Francis Van Den Eynde
6. Guy D'haeseleer
7. Godelieve Van Den Berghe
8. Suzanne Lacombe-Verbeest
9. Annemie Peeters-Muyshondt
10. Marleen Beckers-Govaerts
11. Jurgen Verstrepen
12. Johan Demol
13. Anke Van dermeersch
14. Filip Dewinter

## Opvolgers
1. Koen Dillen
2. Luk Van Nieuwenhuysen
3. Alexandra Colen
4. Frieda Van Themsche
5. Nadia Van Beughem
6. Goedele De Man-Van Haelst
7. Jef Van Bree
8. Gerolf Annemans